# Elie zoé
elie zoé (geboren am 6. Juli 1991 in Lausanne) ist der Künstlername einer Schweizer Musikerperson und Komponisten. They wählte ursprünglich ihre beiden Vornamen als Künstlernamen und wurde bei den Swiss Music Awards 2020 als beste Künstlerin der französischsprachigen Schweiz ausgezeichnet. 2024 gaben they bekannt, dass sie von nun an als elie zoe auftreten werden.

## Leben
Emilie Zoé wuchs in Lausanne auf. Ihre Eltern waren beide Architekten, die an der École polytechnique fédérale de Lausanne (EPFL) studiert hatten. Die Bühnenpräsenz von Henri Dès beeindruckte das Mädchen im Alter von acht Jahren so sehr, dass sie nach einem seiner Konzerte beschloss, Musikerin zu werden, und Gitarre zu spielen begann. Sie nahm Unterricht und versuchte es auch an der Ecole de Jazz et de Musique Actuelle (EJMA), gab aber bald auf. Da ihr Mathematik und Physik lagen, begann sie nach der Schulzeit ein Studium der Elektronik an der EPFL.
2009 brach sie das Studium ab und begann ihre Musikkarriere als Gitarristin und Backgroundsängerin der Basler Künstlerin Anna Aaron, mit der sie bis 2015 zusammenarbeitete. Sie spielte zudem Gitarre bei der Band Autisti mit Louis Jucker. Während dieser Zeit produzierte Emilie Zoé unter eigenem Namen ihre erste EP mit dem Titel Empty, die 2013 veröffentlicht wurde. Zwischen 2014 und 2016 nahm sie das Album Dead End Tape in Courfaivre auf. Mit dem 2018 erschienenen Album The Very Start gelang ihr der Durchbruch. Sie hatte die Aufmerksamkeit von Musikproduzenten und Veranstaltern erregt. Daraufhin tourte sie 2019 von Festival zu Festival durch Europa und spielte unter anderem bei The Great Escape in Brighton im Vereinigten Königreich, auf dem Fusion Festival in Lärz am Müritzsee in Deutschland, auf der Kilbi in Bad Bonn in der Schweiz, auf dem Paléo Festival Nyon und den Winterthurer Musikfestwochen. 2020 kam noch ein Auftritt auf dem Festival Eurosonic Noorderslag in den Niederlanden dazu.
Die Pandemiezeit nutzte Emilie Zoé, um mit dem Musiker und Komponisten Christian Garcia-Gaucher an einem eigenen Soundtrack zum preisgekrönten Film Eine Taube sitzt auf einem Zweig und denkt über das Leben nach von Roy Andersson zu arbeiten und als Ergebnis das Album Pigeons: Soundtrack for the Birds on the Treetops Watching the Movie of our Lives zu produzieren. Zudem arbeitete sie an einem neuen eigenen Album, das sie Anfang 2022 veröffentlichte: Hello Future Me. Am 2. Juli 2022 trat Emilie Zoé im Rahmen des Montreux Jazz Festivals als Vorgruppe des australischen Musikers Nick Cave auf.
Unabhängig von ihren eigenen Produktionen, komponiert Emilie Zoé auch für Film und Theater. So komponierte sie die Musik für die Fernsehserie Anomalia, für das Theaterstück Andromaque, das in La Chaux-de-Fonds, und für das Theaterstück Bleu Nuit Hôtel, das in Freiburg aufgeführt wurde. Sie gestaltete auch für die Schriftstellerin Mélanie Richoz eine musikalische Lesung.
Emilie Zoé lebt und arbeitet in La Chaux-de-Fonds.

## Auszeichnungen
- 2019: Beste französischsprachige Künstlerin (Best act Romandie) im Rahmen der Swiss Music Awards[5][17]
- 2020: Prix Suisse de Musique, verliehen vom Bundesamt für Kultur (BAK)[11]

## Diskografie
- 2013: Empty
- 2016: Dead End Tape (Hummus Records)[18]
- 2018: The Very Start (Hummus Records)[3]
- 2020: Pigeons: Soundtrack for the Birds on the Treetops Watching the Movie of our Lives (Komposition: Emilie Zoé und Christian Garcia-Gaucher. Emilie Zoé: Keyboard, Gitarre, Gesang; Christian Garcia-Gaucher: Gitarre, Keyboard, Gesang; Nicolas Pittet: Schlagzeug, Gesang.)
- 2021: /A\ mit Trio Autisti (Gitarren: Emilie Zoé und Louis Jucker: Schlagzeug; Steven Doutaz, Hummus Records.)
- 2022: Hello Future Me (Hummus Records)[19]